# Иляты
Иляты, эляты (араб., множ. от тюрк. иль — племя) — арабское собирательное имя для кочевых народов, большей частью тюркского происхождения, населяющих Иран, в отличие от «райат» (ранее — «таджик») — оседлого населения персидского происхождения. В узком смысле илятами называются подразумеваются этнические группы, сохранившие родоплеменные отношения.
Термин распространён в тюркоязычном мире, с XIII—XIV века обнаруживается употребление персидским населением Ирана.
В общественной жизни Ближнего и Среднего Востока иляты-кочевники, обладавшие обширными пастбищами, занимали господствующее положение в отличие от закрепощённого оседлого населения. Своё влияние иляты начали терять с развитием капиталистических отношений во второй половине XIX века.